# Kota Tanjung Balai
Kota Tanjung Balai là một thành phố (kota) thuộc tỉnh Bắc Sumatra, Indonesia. Thành phố này có diện tích km², dân số theo điều tra năm 2010 là 154.426 người.

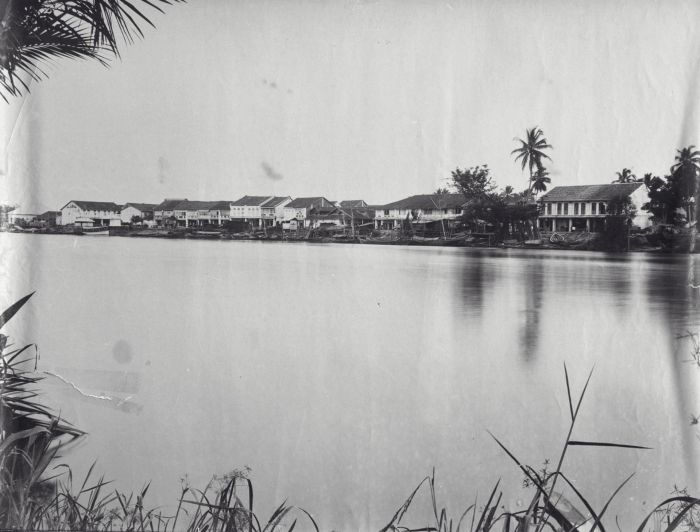
Tanjungbalai năm 1895

Ga xe lửa Tanjungbalai